# Лупара
Лупара (італ. Lupara) — муніципалітет в Італії, у регіоні Молізе,  провінція Кампобассо.
Лупара розташована на відстані близько 190 км на схід від Рима, 23 км на північ від Кампобассо.
Населення — 515 осіб (2014).

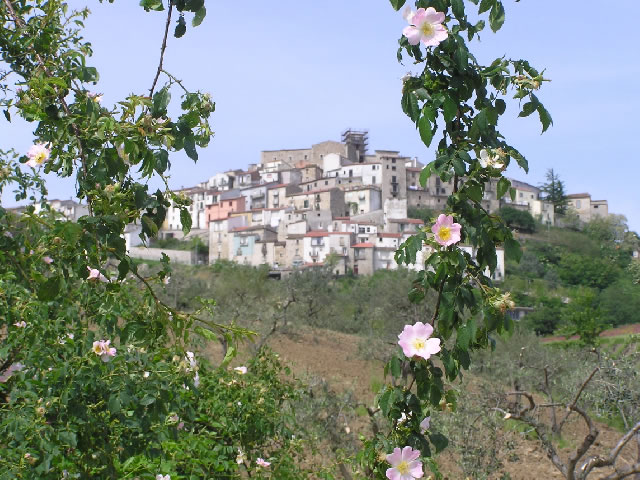

Щорічний фестиваль відбувається 6 грудня. Покровитель — святий Миколай.

## Демографія
Населення за роками:

Станом на 1 січня 2023 року в муніципалітеті офіційно проживало 13 іноземців з 6 країн, серед них 9 громадян країн Євросоюзу.

## Сусідні муніципалітети
- Казакаленда
- Кастельботтаччо
- Чівітакампомарано
- Гуардьяльфьєра
- Морроне-дель-Санніо